# Давид ди Донателло 2005
50-я церемония вручения наград премии «Давид ди Донателло» состоялась 29 апреля 2005 года в концертном зале Парко-делла-Музика.

## Победители и номинанты

### Лучший фильм
- Последствия любви, режиссёр Паоло Соррентино
- Такие дети, режиссёр Андреа Фрацци и Антонио Фрацци
- Ключи от дома, режиссёр Джанни Амелио
- Боль чужих сердец, режиссёр Ферзан Озпетек
- Учебник любви, режиссёр Джованни Веронези

### Лучшая режиссура
- Паоло Соррентино — Последствия любви
- Джанни Амелио — Ключи от дома
- Давиде Феррарио — После полуночи
- Андреа Фрацци и Антонио Фрацци — Такие дети
- Ферзан Озпетек — Боль чужих сердец

### Лучший дебют в режиссуре
- Саверио Костанзо — Личное
- Паоло Франки — Немой свидетель
- Дэвид Греко — Эвиленко
- Стефано Мордини — Механическая провинция
- Паоло Вери и Антонио Бокола — Химический голод

### Лучший сценарий
- Паоло Соррентино — Последствия любви
- Джанни Амелио, Сандро Петралья и Стефано Рулли — Ключи от дома
- Джанни Ромоли и Ферзан Озпетек — Боль чужих сердец
- Давиде Феррарио — После полуночи
- Уго Кити, Джованни Веронези — Учебник любви

### Лучший продюсер
- Розарио Ринальдо — Такие дети
- Аурелио Де Лаурентис — Учебник любви
- Давиде Феррарио — После полуночи
- Эльда Ферри — Входите при свете
- Доменико Прокаччи и Никола Джулиано — Последствия любви

### Лучшая женская роль
- Барбора Бобулова — Боль чужих сердец
- Сандра Чеккарелли — Желанная жизнь
- Валентина Черви — Механическая провинция
- Мария де Медейруш — Всё, что осталось от ничего
- Майя Санса — Возвращённая любовь

### Лучшая мужская роль
- Тони Сервилло — Последствия любви
- Стефано Аккорси — Механическая провинция
- Джорджо Пазотти — После полуночи
- Ким Росси Стюарт — Ключи от дома
- Лука Дзингаретти — Входите при свете

### Лучшая женская роль второго плана
- Маргерита Буй — Учебник любви
- Эрика Бланк — Боль чужих сердец
- Лиза Гастони — Боль чужих сердец
- Джованна Меццоджорно — Повторная любовь
- Галатеа Ранци — Желанная жизнь

### Лучшая мужская роль второго плана
- Карло Вердоне — Учебник любви
- Джонни Дорелли — Когда же придут девчонки?
- Сильвио Муччино — Учебник любви
- Раффаель Пизу — Последствия любви
- Фабио Тройяно — После полуночи

### Лучшая операторская работа
- Лука Бигацци — Последствия любви
- Тани Каневари — Учебник любви
- Арнальдо Катинари — Желанная жизнь
- Данте Кеккин — После полуночи
- Джанфилиппо Кортичелли — Боль чужих сердец

### Лучшая музыка
- Риц Ортолани — Когда же придут девчонки?
- Паоло Буонвино — Учебник любви
- Паскуале Каталано — Последствия любви
- Андреа Гуэрра — Боль чужих сердец
- Франко Пьерсанти — Ключи от дома

### Лучшая песня
- Christmas in love, Тони Ренис — Любовь на Рождество
- Fame chimica — Химический голод
- Gioia e rivoluzione — Работать с лентяйкой
- Manuale d’amore, Паоло Буонвино — Учебник любви
- Ma quando arrivano le ragazze?, Риц Ортолани — Когда же придут девчонки?

### Лучшая художественная постановка
- Андреа Кризанти — Боль чужих сердец
- Джанкарло Базили — Возвращённая любовь
- Франческа Бокка — После полуночи
- Марко Дентичи — Желанная жизнь
- Беатрис Скарпато — Всё, что осталось от ничего

### Лучший костюм
- Даниэла Чианчио — Всё, что осталось от ничего
- Мария Рита Барбера — Желанная жизнь
- Катя Доттори — Боль чужих сердец
- Джанна Джисси — Возвращённая любовь
- Джемма Масканьи — Учебник любви

### Лучший монтаж
- Клаудио Катри — Такие дети
- Клаудио Кормио — После полуночи
- Клаудио Ди Мауро — Учебник любви
- Джорджио Франкини — Последствия любви
- Патрицио Мароне — Боль чужих сердец
- Симона Паджи — Ключи от дома

### Лучший звук
- Алессандро Занон — Ключи от дома
- Марио Далимонти — Входите при свете
- Гаэтано Чарито и Пьерпаоло Мерафино — Учебник любви
- Марко Грилло — Боль чужих сердец
- Даги Ронданини и Эмануэле Кекере — Последствия любви

### Лучшие визуальные эффекты
- Grande Mela — После полуночи
- Паола тризоглио и Стефано Маринони — Входите при свете
- Proxima — Повторная любовь
- E.D.I.: Паскуале Кроук и Роберто Местрони — Хрустальные глаза
- Apocalypse — 3 лика страха

### Лучший документальный фильм
- Особое молчание, режиссёр Стефано Рулли
- I dischi del sole, режиссёр Люка Пасторе
- In viaggio con Che Guevara, режиссёр Джанни Мина
- Passaggi di tempo — Il viaggio di Sonos 'e Memoria, режиссёр Джанфранко Кабидду
- I ragazzi della Panaria, режиссёр Nello Correale

### Лучший короткометражный фильм
- Aria, режиссёр Клаудио Ноче (ex aequo)
- Lotta libera, режиссёр Стефано Виали (ex aequo)
- Mio fratello Yang, режиссёр Массимилиано Де Серио и Джанлука Де Серио
- O' guarracino, режиссёр Микеланджело Форнаро
- Un refolo, режиссёр Джованни Арканджели

### Лучший европейский фильм
- Море внутри, режиссёр Алехандро Аменабар
- Хористы, режиссёр Кристоф Барратье
- Венецианский купец, режиссёр Майкл Рэдфорд
- Вера Дрейк, режиссёр Майк Ли
- Головой о стену, режиссёр Фатих Акин

### Лучший иностранный фильм
- Малышка на миллион, режиссёр Клинт Иствуд
- 2046, режиссёр Вонг Кар-Вай
- Пустой дом, режиссёр Ким Ки Дук
- Отель «Руанда», режиссёр Терри Джордж
- Рэй, режиссёр Тейлор Хэкфорд

### Premio Piemonte Torino Olimpica
- Такие дети, режиссёр Андреа Фрацци и Антонио Фрацци

### Premio David Giovani
- Входите при свете, режиссёр Роберто Фаэнца

### David Speciali
- Карло Адзелио Чьямпи
- Том Круз
- Марио Моничелли
- Дино Ризи
- Cecchi Gori Group